# Thăm dò điện chiếu trường
Thăm dò điện chiếu trường (Electrical resistivity tomography, ERT) là một phương pháp kỹ thuật thuộc nhóm thăm dò điện trở của Địa vật lý thăm dò, khảo sát hình ảnh cấu trúc dưới bề mặt từ các phép đo điện trở suất thực hiện ở bề mặt, hoặc bằng điện cực trong một hoặc nhiều hố khoan. Nếu các điện cực được đặt trong các hố khoan, có thể khảo sát được phần sâu hơn.
Một số nhà địa vật lý xếp cả Mặt cắt ảnh điện (Electrical resistivity imaging, ERI) vào nhóm này.
Cả hai kỹ thuật ERT và ERI đều thực hiện bố trí đa cực và đo bằng máy đo đa cực theo chương trình điều hành, còn kết quả giải ngược thì là ảnh sinh động về phân bố điện trở suất ở khối được khảo sát. Nó có tính sản xuất công nghiệp cao, và đang được vận dụng ở các nước phát triển.

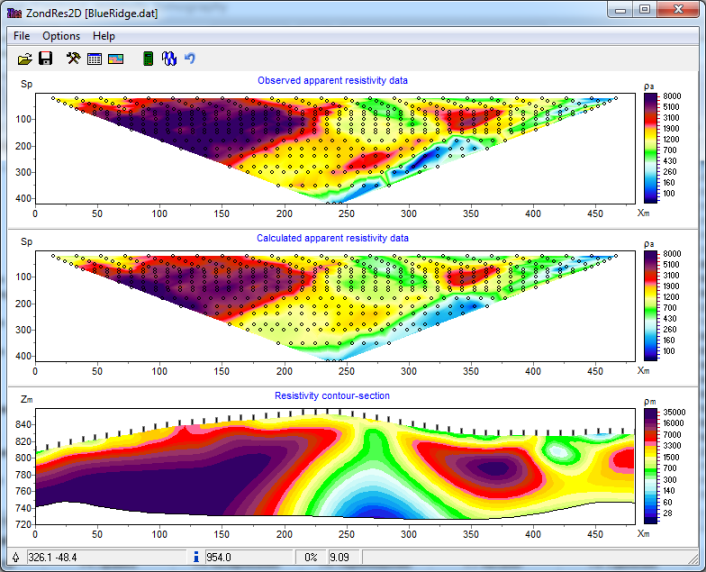
Kết quả giải ngược Mặt cắt ảnh điện 2D bằng Res2Dinv

Phương pháp được sử dụng cho lập bản đồ địa chất, khoáng sản, tìm nước ngầm, khảo sát địa chất công trình, địa chất môi trường và tai biến tự nhiên, khảo cổ học, tìm vật chưa nổ (UXO)... trên đất liền và trên biển gần bờ.

## Các phương pháp quan sát

### Mặt cắt ảnh điện
Mặt cắt ảnh điện (ERI, Electrical resistivity imaging) thực hiện đo với hệ đa cực trên mặt đất.

### Mặt cắt ảnh điện hố khoan
Mặt cắt ảnh điện hố khoan, hay mặt cắt điện thẳng đứng (VRP, Vertical resistivity profiling), thực hiện đo với hệ đa cực chế riêng cho hố khoan. Các điện cực làm bằng vòng chì quấn quanh cáp đo. Đo bằng máy đo đa cực mặt đất. Kết quả thu được là mặt cắt ảnh điện trở suất dọc hố khoan. Tuy nhiên mỗi "điểm ảnh" là trung bình của vòng xuyến quanh hố khoan.

### Điện chiếu trường xuyên hố khoan
Điện chiếu trường xuyên hố khoan (BRT, Cross borehole resistivity tomography) thực hiện phát và thu ở hai hố khoan, nhằm thu được phân bố điện trở ở giữa hai hố khoan đó.

### Điện chiếu trường với điện cực ống chống
Điện chiếu trường hố khoan trong đó dùng ống chống ở 1 hố khoan làm 1 điện cực, và đo ở các hố khoan còn lại.

## Xử lý phân tích tài liệu
Tài liệu đo Mặt cắt ảnh điện, trong đó có mặt cắt ảnh điện hố khoan, thường được thực hiện bằng phần mềm như Res2Dinv.
Các dạng đo chiếu trường khác thì đang là lĩnh vực tìm tòi. Trước hết, là do cách bố trí điện cực lung tung nên chưa giải được bài toán tính ra ảnh điện trở suất.
Chỉ một số dạng đo, như Điện chiếu trường xuyên hố khoan, được nhà sản xuất máy đo thực hiện phát triển phần mềm, như AGI EarthImager.